# Grupo Aéreo Naval de Kisarazu
El Grupo Aéreo Naval Kisarazu (木更津海軍航空隊, Kisarazu Kaigun Kōkūtai) fue una unidad de guarnición de aeronaves y bases aéreas del Servicio Aéreo de la Armada Imperial Japonesa durante la Segunda guerra sino-japonesa y la campaña del Pacífico de la Segunda Guerra Mundial.

## Historia
El Grupo Aéreo Naval de Kisarazu se formó en el Aeródromo de Kisarazu, en Kisarazu, en la prefectura de Chiba, el 1 de abril de 1936 como el primer grupo de bombarderos terrestres de la Armada Imperial Japonesa. Inicialmente estaba equipado con seis aviones de ataque biplano Yokosuka B4Y Tipo 96, más dos aviones de reserva.

### Operaciones en la segunda guerra sino-japonesa
Con el inicio de la guerra en China, los aviones del Grupo Aéreo Naval de Tateyama y el Grupo Aéreo Naval de Ōminato fueron transferidos al Grupo Aéreo Naval de Kisarazu, aumentando su fuerza de combate hasta veinte bombarderos operativos y seis aviones de reserva. Su primera misión de combate fue un bombardeo de la capital de la República de China, Nankín, el 15 de agosto de 1937. Posteriormente, se llevaron a cabo misiones de bombardeo estratégico contra las ciudades de Shanghái, Hangzhou y Chongqing, así como misiones de bombardeo táctico en apoyo del avance fuerzas del Ejército Imperial Japonés. Debido al alcance limitado del Yokosuka B4Y, el Grupo Aéreo Naval de Kisarazu se vio obligado a desplegarse desde bases en Shanghái y Nankín.
Desde el 27 de agosto de 1937, el Grupo Aéreo Naval de Kisarazu estuvo equipado con cazas biplanos Nakajima A4N Tipo 95 para protección contra los cazas chinos; sin embargo, esto resultó innecesario y los cazas Nakajima se retiraron el 10 de octubre. El Grupo Aéreo Naval de Kisarazu se retiró del combate el 5 de enero de 1940.

### Operaciones en la guerra del Pacífico
Tras su regreso a su base de operaciones en el Aeródromo de Kisarazu, el Grupo Aéreo Naval de Kisarazu sirvió como unidad de entrenamiento hasta marzo de 1942. Tras el ataque a Pearl Harbor y el inicio de las hostilidades con los Estados Unidos, también realizó tareas de patrulla protegiendo la entrada a bahía de Tokio.
Desde marzo de 1942, el Grupo Aéreo Naval de Kisarazu fue reequipado con bombarderos Mitsubishi G4M Tipo 1 y continuó entrenando con el nuevo equipo hasta finales de agosto de 1942.
El 22 de agosto de 1942, un destacamento de 19 Mitsubishi G4M1 llegó a Rabaul, en Nueva Bretaña, uniéndose a elementos del Grupo Aéreo Naval de Misawa y el 4.º Grupo Aéreo. Esta fuerza combinada bombardeó posiciones estadounidenses en el Campo Henderson en Guadalcanal el 25 de agosto de 1942. En la siguiente misión, el 26 de agosto, un Mitsubishi G4M1 resultó dañado al defender a los cazas Grumman F4F de los USMC y se vio obligado a amerizar en el mar a su regreso. El 29 de agosto se llevó a cabo otra misión contra el Campo Henderson. Durante una misión de bombardeo contra barcos aliados cerca de Guadalcanal, el Grupo Aéreo Naval de Kisarazu compartió el crédito por hundir el destructor estadounidense USS Colhoun (DD-85).
El 2 de septiembre de 1942, nueve aviones de los Grupos Aéreos Navales de Kisarazu y Misawa bombardearon nuevamente el Campo Henderson, causando pocos daños y sin sufrir pérdidas. Sin embargo, en una misión posterior el 12 de septiembre, dos aviones se perdieron a manos de aviones aliados y un tercero resultó dañado en un aterrizaje de emergencia en Buka. Otro avión se perdió en combate sobre Guadalcanal el 21 de septiembre.
El Grupo Aéreo Naval de Kisarazu continuó su bombardeo del Campo Henderson y otros objetivos en Guadalcanal el 14 de octubre, 15 de octubre, 17 de octubre y 21 de octubre, con la pérdida de un avión más. El 25 de octubre, el Grupo Aéreo Naval de Kisarazu voló su última misión de combate, perdiendo un avión más. El 1 de noviembre de 1942, el resto de la unidad fue redesignado como 707.º Grupo Aéreo Naval (第七〇七海軍航空隊, Dai Nana-Maru-Nana Kaigun Kōkūtai), un mes después, todos los aviones y aviadores fueron trasladados. al 705.º Grupo Aéreo Naval.

## Estructura

### Unidades superiores
- Distrito Naval de Yokosuka (1 de abril de 1936 - 10 de julio de 1937)
- 1.º Grupo Aéreo Combinado (11 de julio de 1937 - 14 de enero de 1940)
- Distrito Naval de Yokosuka (15 de enero de 1940 - 31 de marzo de 1942)
- 26.ª Flotilla Aérea (1 de abril de 1942-1 de diciembre de 1942, disuelta).
  - Renombrado como 707.º Grupo Aéreo Naval el 1 de noviembre de 1942.
  - Incorporado al 705.º Grupo Aéreo Naval el 1 de diciembre de 1942.

### Comandantes
- Capitán Ryūzō Takenaka (1 de abril de 1936 - 23 de septiembre de 1937)
  - Puesto vacante (24 de septiembre de 1937 - 15 de noviembre de 1937)
- Capitán Ryūzō Takenaka (16 de noviembre de 1937 - 14 de diciembre de 1937)
- Capitán Tomeo Kaku (15 de diciembre de 1937 - 14 de diciembre de 1938)
- Capitán Masafumi Arima (15 de diciembre de 1938 - 14 de noviembre de 1939)
- Capitán Tadao Kato (15 de noviembre de 1939 - 31 de octubre de 1940)
- Capitán Príncipe Kuni Asaakira (1 de noviembre de 1940 - 19 de marzo de 1942)
- Capitán Tomizō Maebara (20 de marzo de 1942 - 31 de marzo de 1942)
- Capitán Naoshirō Fujiyoshi (1 de abril de 1942 - 18 de octubre de 1942)
- Capitán Yasuo Konishi (19 de octubre de 1942 - 1 de diciembre de 1942, disuelto).